# Бурошнекова установка
Бурошнекова установка (рос. бурошнековая установка, англ. auger drill, нім. Bohrschneckenanlage f) — гірнича машина, що призначена для механізованого виймання вугілля з свердловин довжиною до 50 м та діаметром до 1,4 м.
Розподіляються:
- за призначенням — для підземних та відкритих робіт;
- за типом виконавчого органу — з одним або двома спарованими шнековими ставами.